# 小笠原吉次

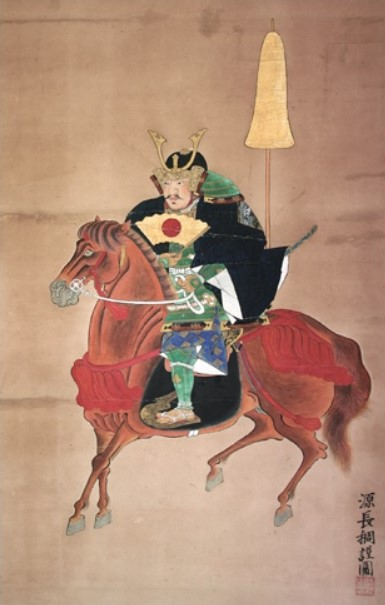
小笠原吉次像（興禅寺蔵）

小笠原 吉次（おがさわら よしつぐ、天文17年（1548年） - 元和2年8月15日（1616年9月25日））は、江戸時代初期の大名。尾張犬山領主、下総佐倉藩主、常陸笠間藩主。
松平家忠の家臣小笠原長隆の長男。母は小笠原重広の娘。正室は加々爪政豊の娘。子は吉光（忠重、長男）、長光（次男）。官途は伊予守、のちに和泉守。初名宗忠。

## 生涯
父の長隆が天正3年（1575年）に没すると、引き続き松平家忠に仕え、関ヶ原の戦い後に家忠の跡を継いだ松平忠吉（徳川家康四男）が尾張国清洲城52万石に入部されると、家康の命でその付家老となり、犬山に所領を与えられた。このとき、吉次は犬山城を近世城郭にまで成長させ、城下町も整備した。慶長12年、忠吉が没すると江戸に召し返される。なお、長男の吉光は忠吉の死去に従って増上寺で殉死した。
吉次はその後、下総国佐倉2万2000石を経て常陸国笠間3万石に移封されたが、慶長14年（1609年）3月26日に私曲連座によって改易された。これは江戸に召し返されるとき、忠吉付で自らが支配していた甲州武川衆の与力給を自身の家臣にしようと領地高に組み入れ、このことに反発した武川衆が家康に直訴したことが露見したためという。また、忠吉の後に尾張に入った徳川義直の付家老平岩親吉と不和になったことも不正発覚の発端となったという。姫路藩池田氏に仕えていた次男の長光も同時に追放された。
その後、武蔵国都筑郡池辺村（現・神奈川県横浜市都筑区池辺町）にて余生を送り、1616年に69歳で死去した。次男の長光は池辺村に父とともに住し、元和6年（1620年）に没した。子孫は江戸幕府旗本。

## 参考
- 『三百藩藩主人名事典 第2巻』1986年